# Manuel Abreu (marino)
Manuel Abreu fue un marino español que en 1821 desempeñó una importante misión diplomática ante las naciones americanas que luchaban por su independencia. Sin obtener resultado favorable, se retiró para volver a actuar brevemente durante las guerras carlistas.

## Biografía
Manuel de Abreu y Orta nació en Tarifa, España, e ingresó en la Real Armada. En 1821, con el grado de capitán de fragata fue enviado a América como comisionado regio por Real Orden del 20 de abril de 1820, con el objeto de acordar los términos de la pacificación con los jefes patriotas. La iniciativa respondía a la política del nuevo gobierno liberal, pero no era compartida por el rey Fernando VII de España. Le acompañaba en la misión el brigadier de la Real Armada José Rodríguez de Arias.
El 6 de febrero de 1821, encontrándose aún en Panamá, Abreu entabló correspondencia con el libertador José de San Martín, quien sitiaba Lima. Allí expresa su convencimiento de arribar a un acuerdo y que no se prolonguen "males que por su naturaleza deben desaparecer de las Españas". Para fortalecer el vínculo le informaba que había conocido en Málaga a la madre y a la hermana del general patriota.
San Martín respondió el 23 de marzo desde Huaura en similares términos, pero haciendo una distinción clara en lo que respecta a la emancipación. En su carta le manifiesta compartir su deseo de encontrar "un medio honroso de transgredir las diferencias entre España y América".
En Perú, el 29 de enero de 1821 una sublevación había reemplazado al virrey Pezuela por el general José de La Serna. De la Serna concordaba con la política de iniciar nuevas negociaciones diplomáticas, pero difería en sus alcances.
En Panamá murió Arias, por lo que Abreu continuó su misión solo. Desembarcó en Paita y camino a Lima pasó por el campamento patriota en Huaura. Allí fue recibido con honores por el libertador y sus tropas, escoltado por el sargento mayor José Caparrós y una guardia de honor del antiguo batallón Numancia. Tras continuar su viaje entró en Lima a comienzos de abril, alabando la conducta de sus enemigos:"El 25 de marzo llegó por la vía de Panamá al cuartel general de San Martín el capitán de fragata D. Manuel Abreu comisionado especial del Rey de España. El 29 marchó á Lima donde disgustó mucho á los ultra realistas el modo decoroso y respetuoso con que habló de los oficiales del ejército patriota".
En carta del teniente coronel Antonio Placencia del 8 de diciembre de 1821 desde Lima al brigadier realista José Canterac le criticaba que había sido "el primero que cuando llegó a Aznapuquio el comisionado regio don Manuel Abreu expone su voto sobre que debía ser éste asesinado por manifestación que hizo de que los americanos hacía diez años derramaban su sangre, y que era necesario, si se había de entrar en alguna composición, tener presente su valor para ceder parte de nuestro derecho."
En Lima se formó una "Junta pacificadora" encabezada por La Serna para iniciar las conversaciones. Como ayudantes de Abreu se nombró al mariscal de campo y subinspector de artillería Manuel de Llano y Nájera y al alcalde de 2.º voto del cabildo de Lima José María Galdeano.
Abreu, Llano y Galdiano se reunieron con los diputados de San Martín (Tomás Guido y García del Río) en Punchauca y sostuvieron veinte días de conferencias. El 23 de mayo se prorrogó el armisticio por otros veinte días y seguidamente por doce más. El 2 de junio San Martín se reunió con De la Serna y Abreu, acompañados por los altos mandos y los comisionados. No obstante el clima de cordialidad, mientras De la Serna mantenía como propuesta la jura de la Constitución de 1812, San Martín se mantenía irreductible en sostener la independencia del Perú, concediendo sólo la posibilidad de establecer para el país una monarquía constitucional con un príncipe español y la constitución de un gobierno provisional mixto hasta la llegada del nuevo gobernante formal.
La propuesta de San Martín fue apoyada por Abreu, y acompañada por Llano y Galdiano, a pesar de que contradecía sus instrucciones, las que si bien le daban carta blanca para poner fin al conflicto, le prohibían expresamente hacerlo sobre la base de la independencia. No obstante, La Serna de regreso en Lima rechazó la iniciativa y propuso una división provisoria del país hasta tanto el gobierno español resolviera al respecto, lo que fue rechazado por San Martín.
Abreu dejó constancia en su Diario del viaje que realizó al Perú en aquel año y de la amabilidad con que fue tratado por el ejército patriota, así como de la falta de cordialidad con que fue recibido por La Serna y los demás jefes españoles. Aporta también valiosas informaciones con respecto a los trámites realizados con San Martín y los jefes patriotas en Punchauca y Miraflores.
Abreu volvió a su país y se dedicó a la actividad agropecuaria en su tierra. En 1835 integraba la "Sociedad Económica de Amigos del País de Tarifa", donde estaba registrado como "Manuel Abreu, capitán de fragata, labrador y hacendado".
Durante la Primera Guerra Carlista, Abreu pese a su edad avanzada apoyó la causa de la reina Isabel II de España. En su parte al comandante general del Campo de Gibraltar, fechado el 8 de diciembre de 1836, el gobernador Ruiz y Abreu afirmaba respecto a los preparativos de la defensa de Tarifa durante la expedición carlista del mariscal Miguel Gómez Damas: "En ella me han sido de suma utilidad para la causa nacional, el patriotismo ardiente y generosa probidad del capitán de fragata retirado D. Manuel Abreu, quien no obstante sus largos e intensos achaques, no sólo se ha prestado a cuanto he necesitado, sino que animando siempre el espíritu público con su influencia y relaciones fue de los primeros a presentarse en las murallas en dicha noche, y a vitorear a nuestra legítima reina y libertades patrias."'Finalmente la incursión de Gómez se dirigió desde Algeciras hacia Alcalá de los Gazules, sin tocar Tarifa.
Se ha dicho que Abreu era antipático a todos, tanto en su persona cuanto por sus modales nada sociables y algo bruscos, de complexión herpética nada agradable, sin verbosidad, altanero y orgulloso, aunque incompatibe con la economía y desidia que se notaba en su vestir y trato común de sociedad.